# National Treasury Management Agency (Irlanda)
La National Treasury Management Agency (NTMA; in irlandese Gníomhaireacht Bainistíochta an Chisteáin Náisiúnta abbreviato GBCN), italiano Agenzia Nazionale per la Gestione del Tesoro,  è l'agenzia che gestisce le attività e le passività del governo irlandese, nonché il fondo sovrano dello Stato. È stato istituito il 1º dicembre 1990 per finanziare il Fondo Centrale e gestire il debito nazionale . Da allora si è ampliato notevolmente, giungendo a gestire il Fondo nazionale pensionistico  (National Pensions Reserve Fund) e funge da agente irlandese per l'acquisto di crediti di carbonio. In seguito allo scandalo dei pagamenti segreti alla RTÉ, il governo irlandese ha accettato di aggiungere RTÉ all'elenco delle società commerciali del settore statale soggette alla supervisione formale dell'unità NewEra della National Treasury Management Agency (NTMA).
La sua costola National Asset Management Agency è stata istituita nel dicembre 2009 sotto l'egida dell'agenzia per gestire la crisi finanziaria irlandese e lo sgonfiamento della bolla immobiliare irlandese.

## Fondo di investimento strategico irlandese
L'NTMA gestisce anche il Fondo di investimento strategico irlandese  (Ireland Strategic Investment Fund o in breve ISIF) da 8,1 miliardi di euro, un fondo sovrano istituito il 22 dicembre 2014.
Costituito utilizzando le rimanenti attività del Fondo pensionistico nazionale, il Fondo di investimento strategico irlandese ha il mandato statutario di investire in modo da sostenere l'occupazione e l'attività economica dell'Irlanda.